# MAN 750 HO-SL
1968-ban az MAN bemutatta a VÖV I-es szabványhoz igazított kivitelű városi autóbuszát, a 750 HO-SL-t. A VÖV I-es szabvány sokkal szigorúbb volt, mint a VÖV II-es ezért az ebben a szabványban készült autóbuszok között a különbség minimális. A sorozatot eredetileg MAN D 2156 HMXU 160 LE teljesítményű motorral kezdték el gyártani. A nagyüzemi gyártás viszont csak 1970-től indult. 1972-ben a típus ráncfelvarráson esett át, innentől MAN SL 192-es néven került gyártásba. Ebben a típusban már 192 LE névleges teljesítményű motor kapott helyet. 1975-ig gyártották 1973-tól az MAN SL 200-assal párhuzamosan.